# Bórsas
Bórsas (Mporsas) är en ort i Grekland.   Den ligger i prefekturen Nomós Argolídos och regionen Peloponnesos, i den södra delen av landet, 90 km väster om huvudstaden Aten. Bórsas ligger 193 meter över havet och antalet invånare är 186.
Terrängen runt Bórsas är huvudsakligen kuperad, men åt sydost är den platt. Runt Bórsas är det ganska tätbefolkat, med 160 invånare per kvadratkilometer. Närmaste större samhälle är Argos, 11,5 km söder om Bórsas. 